# Nedinotus beogradensis
Nedinotus beogradensis är en stekelart som beskrevs av Boucek 1991. Nedinotus beogradensis ingår i släktet Nedinotus och familjen puppglanssteklar. Inga underarter finns listade i Catalogue of Life.